# 1894 w filmie

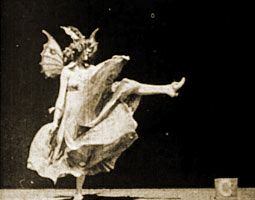
Klatka z filmu krótkometrażowego "Motylkowy taniec Annabelle"

Wydarzenia filmowe w 1894 roku.

## Wydarzenia
- Wynalezienie i konstrukcja pleografu przez Kazimierza Prószyńskiego.
- Pod koniec roku (lub na początku następnego) – pierwszy film nakręcony z użyciem dźwięku Dickson Experimental Sound Film
- Wynalezienie kinematografu przez Louis Lumière'a[1].
- Powstanie filmu krótkometrażowego Motylkowy taniec Annabelle[2].

## Urodzili się
- 3 stycznia – ZaSu Pitts, amerykańska aktorka (zm. 1963)
- 8 lutego – King Vidor, amerykański reżyser (zm. 1982)
- 14 lipca – Hal C. Kern, amerykański montażysta i producent filmowy (zm. 1985)
- 15 września – Jean Renoir, francuski reżyser, scenarzysta, aktor i producent (zm. 1979)
- 7 października – Del Lord, amerykański reżyser, pionier Hollywood (zm. 1970)
- 20 października – Olive Thomas, amerykańska aktorka (zm. 1920)